# Centre de la culture et de l'information du Tibet
Le Centre de la culture et de l'information du Tibet (en russe : Центр тибетской культуры и информации) est le Bureau du Tibet de Moscou en Russie fondé en 1993. 

## Histoire
Le Bureau du Tibet de Moscou est ouvert peu après l'augmentation des visites en Russie du 14e dalaï-lama à partir de 1991.
Il ouvrit au début de l'année 1993, avec pour but principal de revivifier la culture spirituelle des Kalmouks, des Bouriates et des Touvains qui avaient pratiqué durant des siècles le bouddhisme tibétain. Dans ce but, le centre organisa la première visite en Kalmoukie, Bouriatie et à Touva d'un représentant spirituel du dalaï-lama en Russie, Geshe Jampa Trinley.
En janvier 2016, un prix pour sa contribution exceptionnelle au développement de la médecine tibétaine a été remis au dalaï-lama par Dugarov Bilikto, Directeur Général de LLC Green Lotus à Moscou par l'intermédiaire du Bureau du Tibet de Russie.

## Liste des représentants
- Dr Ngawang Rabgyal Norpa, 10 mars 1993-juillet 1997[4]
- Ngawang Gelek, juillet 1997-3 décembre 2002[5]
- Tashi, 3 décembre 2002-11 novembre 2008[6]
- Dr Ngawang Rabgyal Norpa, 13 novembre 2008-17 février 2015[7]
- Telo Rinpoché, 17 février 2015 -